# Димитър Цончев
Димитър Цончев (Димитър Цончев Минчев; 10 април 1898 – 6 септември 1962) е български археолог, дългогодишен директор на археологическия музей в град Пловдив и почетен гражданин на гр. Пловдив.

## Биография

### Ранни години и образование
Димитър Цончев е роден на 10 април 1898 г. в с. Руховци, разположено югоизточно от гр. Елена, Северна България. Баща му е нередовен основен учител, а майка му – земеделска работничка. Цончев придобива основното си образование в родното си село, завършва прогимназия в гр. Елена през 1913 г., а средното си образование завършва във Велико Търново през 1918 г. През учебната 1918 – 1919 г., Цончев решава да продължи образованието си и се записва студент в Юридическия факултет на Софийския университет „Св. Климент Охридски“. Там той изкарва съвсем кратко време и на 1 октомври 1919 г. прекъсва обучението си по неясни причини. Скоро след това Цончев записва класическа история в същия университет и успешно завършва специалността през 1923 г.

### Учителска кариера
Още след завършването на своето висше образование, Димитър Цончев изкарва учебната 1923 – 1924 г. като стажант кандидат-учител в I мъжка гимназия в София. Той взима успешно изпита за редовен гимназиален учител по история в края на 1924 г. и така започва неговата учителска кариера. Първоначално той преподава в непълната гимназия в с. Драганово (1924 – 1925), но скоро след това отива в непълната смесена гимназия в Полски Тръмбеш, където остава от 1925 до 1927 г. Още по време на престоя си в Полски Тръмбеш, Цончев проявява жив интерес към археологията и дори провежда археологически проучвания, заедно със своите ученици, на римска гробница край с. Хибилий, Свищовско. За известен период от време Димитър Цончев е и директор на училището в Полски Тръмбеш.
През 1927 г., по политически причини в качеството си на член на БЗНС, е преместен в мъжката гимназия в гр. Пазарджик, където остава само до 6 октомври 1927 г. През учебната 1927 – 1928 г. е преместен отново, този път в педагогическото училище в гр. Панагюрище. За учебния период от 1928 до 1930 г. Димитър Цончев преподава в смесената гимназия в Горна Оряховица. Последните четири години от своята учителска кариера, Цончев прекарва в мъжката гимназия във Велико Търново.

### Директор на Народната библиотека и музей в Пловдив
Димитър Цончев е назначен като директор в Народната библиотека и музей в Пловдив с царски Указ № 102 от 14 ноември 1934 г. и започва работа на 19 ноември същата година. Именно в Пловдив, Цончев успява да разгърне напълно своя потенциал като археолог, изследовател и учен. Тук той извършва множество проучвания, съсредоточени върху античната и средновековна история на Пловдив и околността. След политическите промени, настъпили в България есента на 1944 г., положението на Цончев в музея се променя. Така на 10 ноември 1944 г., по политически причини, той е освободен от позицията си и преместен като уредник на Старовековния отдел при Народния археологически музей в София. Там той остава едва 4 месеца, след което се връща в Пловдив.

### Повторно назначение в Пловдивския археологически музей
За Димитър Цончев, който се е утвърдил като достоен археолог и коректен директор на музея, се застъпват множество бележити учени и общественици. Така той е възстановен като уредник в Народния археологически музей в Пловдив на 1 март 1945 г. със заповед № 1351 от 23 февруари 1945 г. на министъра на Народното просвещение.
По време на своето управление на музея, Цончев допринася много не само за развитието на музейната сбирка, но също така и за развитието на библиотечния фонд. Благодарение на него през 1948 г. излиза първи том от самостоятелното издание „Годишник на Народния археологически музей – Пловдив“, където се поместват статии за новооткрити археологически паметници в пловдивския регион, разпределени спрямо отделите в музея: праистория, античност, средновековие, възраждане и нумизматика.

## Откриване на Панагюрското златно съкровище
На 8 декември 1949 г., при изкопни дейности за добиване на глина, е открит златен сервиз, който ще остане в историята с названието Панагюрско златно съкровище. Негови откриватели са братята Павел, Михаил и Петко Георгиеви Дейкови, които веднага разбират, че съдовете са за музея. По това време в Панагюрище има музейна сбирка към читалището, която се стопанисва от музейния сътрудник Петър Горбанов. Именно той е първия научен работник, който осъзнава, че става въпрос за древни съдове. Горбанов изпраща телеграми до археологическите музеи в София и Пловдив, с която да ги уведоми за невероятната находка. По това време Димитър Цончев е директор на музея в Пловдив и се отзовава пръв, като веднага заминава за Панагюрище. Именно Цончев е този, който вписва в инвентарните книги на археологическия музей в Пловдив, впечатляващото Панагюрско златно съкровище.

## Археологически проучвания
В хода на своята кариера Димитър Цончев проучва множество обекти, като някои от най-важните от тях са средновековната крепост Цепина, римския град в Хисаря, светилището на бог Асклепий край с. Баткун, Асеновата крепост край гр. Асеновград. Той работи усилено и в гр. Пловдив, където е един от първите проучватели на римския стадион, както и на крепостта на Небет тепе.

## Научна дейност
През 1939 г. Димитър Цончев провежда 6 месечна специализация по археология и музейно дело в Париж.
Димитър Цончев е редовен член-кореспондент на Немския археологически институт в Берлин; редовен сътрудник на музея в Рим; сътрудник по древна история и История на материалната култура към Руската академия на науките в Москва; редовен сътрудник е на Австрийския археологически институт във Виена, на Френския археологически институт в Париж, на Археологическия и Славянския институт в Прага, на Дружеството за латински проучвания в Брюксел и пр.
Член е на Съюза на научните работници в България и на Българското историческо дружество в София, освен това е и действителен член на Българския археологически институт

## Семейство
Димитър Цончев е женен за Здравка Цончева. След смъртта му, тя предава негови лични документи, ръкописи и снимки на Държавен архив – Пловдив на два пъти – през 1971 и 1975 г. 